# Nesticus rainesi
Espèce
Nesticus rainesi est une espèce d'araignées aranéomorphes de la famille des Nesticidae.

## Distribution
Cette espèce est endémique du Tamaulipas au Mexique,. Elle se rencontre dans des grottes.

## Description
Le mâle holotype mesure 6,00 mm et la femelle 7,20 mm.

## Étymologie
Cette espèce est nommée en l'honneur de Terry W. Raines.

## Publication originale
- Gertsch, 1984 : The spider family Nesticidae (Araneae) in North America, Central America, and the West Indies. Bulletin of the Texas Memorial Museum, vol. 31, p. 1-91 (texte intégral).